# SN 2009eg
SN 2009eg – supernowa typu Ia odkryta 31 marca 2009 roku w galaktyce A145415+1857. W momencie odkrycia miała maksymalną jasność 17,60m.